# Clément (film)
Pour les articles homonymes, voir Clément.
Pour plus de détails, voir Fiche technique et Distribution.
Clément est un film français d'Emmanuelle Bercot réalisé en 2001 dans la collection Petites caméras initiée par Arte et sorti en 2003 dans les salles.

Emmanuelle Bercot y interprète une femme à la trentaine qui tombe amoureuse d'un ami de son filleul, Clément âgé de 13 ans.

## Synopsis
Marion est une jeune femme de 30 ans qui a connu plusieurs relations avec des hommes différents tout en préservant sa liberté. Elle est présentée comme une adulte se prenant encore pour une adolescente. Dès le début du film, alors qu'elle se rend à l'anniversaire de son filleul, une relation complexe s'installe entre elle et Clément, un garçon de 13 ans, charmeur et volontaire qui avoue se sentir mal à l'aise avec ses parents. Peu à peu, leur relation évolue en même temps que s'installe un amour étrange et dérangeant. Tour à tour l'un et l'autre se cherchent, se repoussent ou se mettent en danger d'une façon qui paraît excessive, gouvernée par une passion irraisonnée.

## Fiche technique
- Titre : Clément
- Réalisation : Emmanuelle Bercot, assisté de Rodolphe Tissot
- Scénario : Emmanuelle Bercot
- Production : Frédéric Niedermayer
- Photographie : Crystel Fournier
- Montage : Julien Leloup
- Pays d'origine :  France
- Format : couleurs - Caméra DV
- Durée : 139 minutes (125 minutes pour la version en salles)
- Date de sortie : 4 juin 2003

## Distribution
- Emmanuelle Bercot : Marion
- Olivier Guéritée : Clément
- Kevin Goffette : Benoît
- Rémi Martin : Franck
- Lou Castel : François
- Catherine Vinatier : Aurore
- Jocelyn Quivrin : Mathieu
- David Saada : Maurice
- Eric Chadi : Julien
- Yves Verhoeven : Patrick

## Commentaire
Le film peut être choquant pour les personnes non averties ; il a ainsi soulevé beaucoup de critiques, et la sortie du film, sur la chaîne Arte, puis au cinéma a été retardée. On ne peut, malgré les préventions de la réalisatrice, s’empêcher de qualifier le comportement de Marion dans certaines scènes de pédophile. Les points de vue adoptés par la caméra forcent souvent le spectateur à se retrouver dans l'intimité des protagonistes. Cette histoire d'amour impossible et sans tabous, à la fois pudique et dérangeante, que Marion sait vouée à l'échec, peut aussi être vue comme une aventure presque ordinaire.

## Distinctions
- Prix de la jeunesse, Cannes, 2001
- Prix de l'Âge d'or 2003